# الفيلق الثاني عشر (الفيرماخت)
الفيلق الثاني عشر (بالألمانية: XII. Armeekorps ) كان فيلقاً في الجيش الألماني خلال الحرب العالمية الثانية. تم تشكيله في منطقة التدريب Wehrkreis XII في فيسبادن في أكتوبر 1936 وتم تعبئته قبل اندلاع الحرب في نهاية أغسطس 1939.
في بداية الحرب العالمية الثانية، كان الفيلق جزءًا من الجيش الأول ومقره في منطقة سار. في عام 1939 قاتلت مع الجيش الرابع في بولندا. في يونيو 1940 اخترقوا خط ماجينوت إلى موسيل بالقرب من نانسي.
في عملية بربروسا في يونيو 1941، تم إلحاق الفيلق بمجموعة بانزر 2 للهجوم على معقل بريست ليتوفسك.

## القادة
- المشاة العامة ( General der Infanterie ) Walther Schroth، 4 فبراير 1938 - 9 أبريل 1940
- العقيد العام ( Generaloberst ) جوتهارد هاينريسي، 9 أبريل - 17 يونيو 1940
- المشاة العامة ( الجنرال دير المشاة ) فالتر شروث، 17 يونيو 1940 - 19 فبراير 1942
- المشاة العامة ( General der Infanterie ) Walther Graeßner، 19 فبراير 1942 - 18 فبراير 1943
- المشاة العامة ( الجنرال der Infanterie ) Kurt von Tippelskirch، 18 فبراير 1943 - 4 يونيو 1944
- اللفتنانت جنرال ( Generalleutnant ) فينتشينز مولر، 4 يونيو - 5 يوليو 1944

بعد الإصلاح
- المدفعية العامة ( General der Artillerie ) Herbert Osterkamp، أبريل 1945 - 8 مايو 1945

## منطقة العمليات
- بولندا : سبتمبر 1939 - مايو 1940
- فرنسا : مايو 1940 - يونيو 1941
- الجبهة الشرقية، القطاع المركزي : يونيو 1941 - مايو 1944
- مينسك : مايو 1944 - يوليو 1944
- جنوب غرب ألمانيا : يوليو 1944 - فبراير 1945